# 15.17 Tren a París
15:17 Tren a París (títol original en anglès, The 15:17 to Paris) és una pel·lícula dramàtica biogràfica estatunidenca del 2018 produïda i dirigida per Clint Eastwood i escrita per Dorothy Blyskal, basada en l'autobiografia del 2016 The 15:17 to Paris: The True Story of a Terrorist, a Train, and Three American Heroes de Jeffrey E. Stern, Spencer Stone, Anthony Sadler i Alek Skarlatos. La pel·lícula és protagonitzada pels mateixos Stone, Sadler i Skarlatos com a ells mateixos i segueix el grup al llarg de la vida fins a l'atemptat del tren Thalys de 2015. Judy Greer i Jenna Fischer també formen part del repartiment principal. Ha estat doblada i subtitulada al català.
La intenció d'Eastwood d'adaptar l'autobiografia es va anunciar l'abril de 2017, a partir d'un guió de Blyskal, un guionista novell. Tot i que es va sondejar actors professionals com Kyle Gallner i Jeremie Harris, el juliol del mateix any Eastwood es va decidir per apostar pels protagonistes de l'esdeveniment real, i el rodatge va començar el mateix mes.
15:17 Tren a París es va estrenar als Estats Units el 9 de febrer de 2018 amb la distribució de Warner Bros. Pictures. Va rebre crítiques negatives i va recaptar 57 milions de dòlars a tot el món.